# Placówka Historyczno-Muzealna w Lwówku Śląskim
Placówka Historyczno-Muzealna w Lwówku Śląskim – muzeum położone w Lwówku Śląskim. Placówka jest miejską jednostką organizacyjną i działa w ramach tutejszej Powiatowej i Miejskiej Biblioteki Publicznej.

## Historia
Placówka powstała w 2006 roku. W latach 1997–2001 działała w strukturach Lwóweckiego Ośrodka Kultury. Wystawy muzealne mieszczą się w pięciu pomieszczeniach lwóweckiego ratusza:
- Sala Agatowa - zawiera kolekcję minerałów (agaty, gipsy, anhydryty) oraz skamieniałości,
- Sala Miejska ze zbiorami dotyczącymi miasta oraz powiatu lwóweckiego z wystawionymi m.in. kronikami miejskimi,
- Sala Historyczna - Ławy Sądowej z częściowo zachowanymi freskami z XVI wieku. Zgromadzono tu zbiory dotyczące lwóweckiego browarnictwa, górnictwa złota, przedmioty codziennego użytku oraz wystawę dotyczącą bitwy nad Bobrem, stoczonej w 1813 roku,
- Izba Tortur oraz Loch Głodowy zawierają repliki dawnych narzędzi tortur.

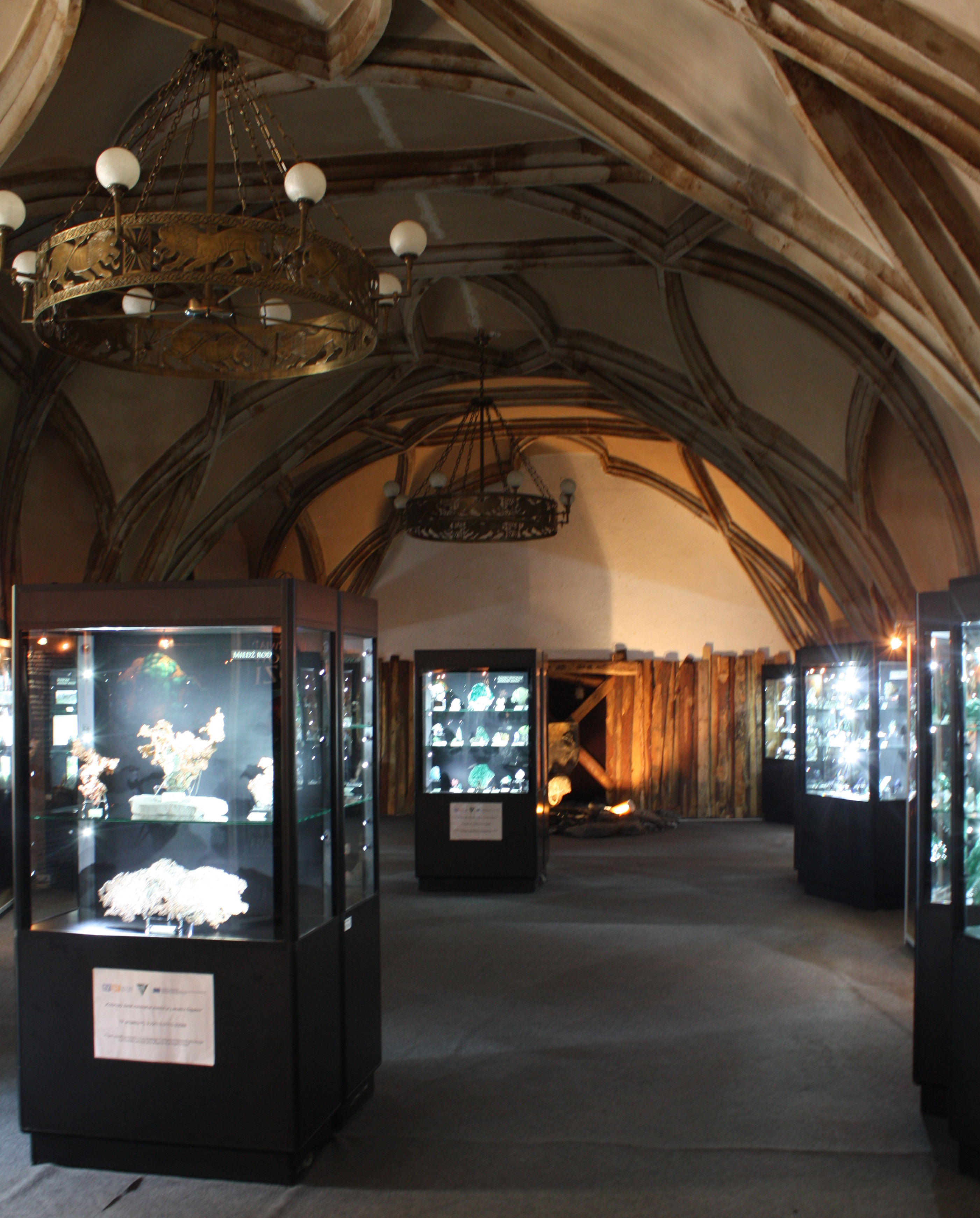
Wystawa minerałów w muzeum

Kustoszem muzeum jest Janusz Szupszyński - miłośnik regionu, członek Bractwa Walońskiego.
Placówka jest obiektem całorocznym, czynnym od wtorku do soboty. Wstęp jest płatny.